# Adénosine thiamine triphosphate
L'adénosine thiamine triphosphate (AThTP), ou ATP thiaminylé, est un composé organique découvert chez E. coli où il peut représenter entre 15 et 20 % de la thiamine de toute la cellule lorsque cette bactérie est cultivée dans un environnement dépourvu de carbone. Elle est également présente, mais en quantités très inférieures, chez des eucaryotes tels que la levure, les racines des plantes supérieures et les animaux.
Chez E. coli, l'adénosine thiamine triphosphate est synthétisée à partir de thiamine pyrophosphate (TPP) par la thiamine diphosphate adénylyltransférase (EC 2.7.7.B3), qui catalyse les réactions :
TPP + ATP  {\displaystyle \rightleftharpoons }  AThTP + PPi,
TPP + ADP  {\displaystyle \rightleftharpoons }  AThTP + Pi.